# Equipo de Copa Davis de Pakistán
El Equipo pakistano de Copa Davis es el representativo de Pakistán, en la máxima competición internacional, a nivel de naciones del tenis.

## Historia
Pakistán compitió en la Copa Davis por primera vez en 1948. Los jugadores destacados que han jugado por el equipo pakistano, han sido Haroon Rahim, Saeed Meer, Munawar Iqbal, Hameed ul Haq, Mahmood Alam y Khawaja Saeed Hai.

## Actualidad
Pakistán compite actualmente en el Grupo 1 de la Zona Asia/Oceánica. El equipo jugó la final de la Zona del Este en 1984 y además, disputó el repechaje para el Grupo Mundial en 2005, donde cayeron inapelablemente como visitantes por 0-5, ante su similar de Chile en Santiago.

### Plantel
| Jugador              | Individuales | Dobles  |
| -------------------- | ------------ | ------- |
| Aisam-ul-Haq Qureshi | 35 - 20      | 24 - 7  |
| Aqeel Khan           | 27 - 38      | 22 - 13 |
| Muhammad Abid        | 0 - 3        | 0 - 0   |
| Samir Iftikhar       | 2 - 4        | 0 - 0   |